# Hồ Mộ La
Hồ Mộ La (sinh 1931), bút danh Hồng Lam, là ca sĩ, nghệ sĩ, nhà giáo ưu tú của Việt Nam. Cuộc đời bà gắn liền với sự nghiệp giảng dạy thanh nhạc, bà đã phát hiện và đào tạo nhiều nghệ sĩ, ca sĩ người Việt Nam với dòng nhạc thính phòng, nhạc cổ điển như Rơ Chăm Pheng, Tố Uyên, Hà Thủy, Anh Thơ...Bà sống cùng thời và là bạn thân của nghệ sĩ ưu tú Tân Nhân.

## Tiểu sử và sự nghiệp
Hồ Mộ La sinh ngày 31 tháng 8 năm 1931 (có tài liệu nói là ngày 5 tháng 11 năm Canh Ngọ, 1930) tại Nam Kinh, Trung Quốc, nhưng quê gốc ở Quỳnh Đôi, Quỳnh Lưu, Nghệ An. Bà xuất thân trong một gia đình cách mạng lưu vong nhiều năm tại Trung quốc, cha là Hồ Học Lãm (1884 – 1943), mẹ là Ngô Khôn Duy (1893 – 1980). Sau khi Cách mạng Tháng Tám thành công, năm 1945 Hồ Chủ tịch cử người đi đón bà Khôn Duy và hai con gái là Hồ Diệc Lan và Hồ Mộ La đưa về nước nhưng đến năm 1946 ba mẹ con mới về tới Việt Nam. Khi về đến Tổ quốc, bà Khôn Duy tham gia công tác ở địa phương cùng con gái Diệc Lan, sau này Diệc Lan mất, bà ra Hà Nội công tác ở Báo Nhân dân và sống cùng Hồ Mộ La. Năm 1949 bà gia nhập Đảng cộng sản Việt Nam (lúc này đã tuyên bố giải tán và hoạt động bí mật). Năm 1950, khi 19 tuổi, Hồ Mộ La là giáo viên Trung văn và làm phiên dịch. Bà tiếp tục học văn hóa tại Trường Văn hóa công - nông Hoàng Hữu Nam của Khu ủy khu 4 mở. Năm 1953, bà được tuyển vào làm diễn viên của Đoàn Văn công Tổng cục Chính trị (Đoàn Ca múa Tổng cục Chính trị). Sau hiệp định Geneve, năm 1956 bà làm phiên dịch cho các chuyên gia ở lớp thanh nhạc đầu tiên của Đoàn Văn công Tổng cục Chính trị. Cũng thời gian này bà nổi tiếng khi thể hiện thành công bài hát “Em bé Mường La”. Năm 1957, bà theo học lớp hợp xướng dưới sự hướng dẫn của chuyên gia Triều Tiên. Tháng 8-1959 bà được nhà nước Việt Nam cử đi học khoa Thanh nhạc của Nhạc viện Tchaikovsky ở Moskva, Liên Xô (cùng thời với Nghệ sĩ nhân dân Bùi Gia Tường). Bà là nữ nghệ sĩ hiếm hoi thời ấy sang du học âm nhạc tại Liên Xô, cùng tham gia khóa học 7 năm ở khoa Thanh nhạc của Nhạc viện Tchaikovsky với bà có nghệ sĩ Quốc Hương, Kim Ngọc...Tại đây, bà đã lĩnh hội và tiếp thu một cách toàn diện căn bản nghệ thuật và kỹ thuật thanh nhạc cổ điển và hiện đại của châu Âu, đặc biệt là phương pháp “âm thanh cộng minh”, hay còn gọi là phương pháp belcanto (giọng hát đẹp), một phương pháp rất mới trong thanh nhạc đã xuất hiện từ khoảng thế kỷ 17 nhưng phải đến giữa thế kỷ 19 mới thật sự phát triển mạnh mẽ. Tốt nghiệp về nước, năm 1966 bà làm công tác tập huấn cho các đoàn văn công quân đội. Từ năm 1967 là Chủ nhiệm Khoa Thanh nhạc, Trường Nghệ thuật Quân đội (nay là Trường Đại học Văn hóa – Nghệ thuật Quân đội). Năm 1984, Hồ Mộ La chuyển sang làm giảng viên tại Nhạc viện Hà Nội (nay là Học viện âm nhạc quốc gia Việt Nam). Bà ít đi biểu diễn hay thu thanh nhưng đã phát hiện và đào tạo nhiều ca sĩ có tên tuổi của Việt Nam. Tâm huyết với sự nghiệp dạy thanh nhạc, bà còn dịch từ tiếng Nga và tiếng Trung nhiều tài liệu âm nhạc và sách giáo khoa âm nhạc. Những năm 1990, sau khi nghỉ hưu, do hoàn cảnh gia đình khó khăn, bà nhận làm phiên dịch, làm đại diện cho một công ty Đài Loan ở Việt Nam.

## Một số tác phẩm đã thể hiện
Các ca khúc bà thể hiện không nhiều, chỉ vài bản thu, nổi bật là:
1. Em bé Mường La[7]
2. Biết ơn chị Võ Thị Sáu (sáng tác: Nguyễn Đức Toàn). Bà là người đầu tiên thể hiện ca khúc này khi 25 tuổi và tự đánh giá là cảm thấy xấu hổ khi nghe lại vì hát chưa thành công.
3. Sóng Cửa Tùng (sáng tác: Doãn Nho)

## Những học trò tiêu biểu
1. Nghệ sĩ nhân dân Rơ Chăm Pheng, giải nhất cuộc thi hát thính phòng năm 1996.
2. Nghệ sĩ ưu tú Tố Uyên
3. Nghệ sĩ ưu tú Hà Thủy, đồng giải ba cuộc thi hát thính phòng năm 1996.
4. Nghệ sĩ ưu tú Kim Khánh
5. Nghệ sĩ ưu tú Thúy Loan
6. Nghệ sĩ ưu tú Ngọc Hà
7. Nghệ sĩ Xuân Thanh, giải thưởng “Người hát dân ca hay nhất” trong cuộc thi âm nhạc quốc tế Tchaikovsky.
8. Ca sĩ Hoàng Hoa
9. Ca sĩ Thu Hằng
10. Ca sĩ Nông Trung Bộ
11. Ca sĩ Thu Lan, đồng giải ba cuộc thi hát thính phòng năm 1996.
12. Ca sĩ Anh Thơ
13. Ca sĩ Trần Thị Huyền Trang (Thí sinh đạt giải nhất Phong cách dân gian trong Liên hoan tiếng hát truyền hình toàn quốc năm 2013)[1]

## Tác phẩm

### Sách dịch
1. Xêbastian Bắc (của Ôrgiêgôpxkaia, dịch từ tiếng Nga, bút danh Hồng Lam, Nhà xuất bản Văn hóa, 1981)[7]

### Sách viết
1. Lịch sử nghệ thuật thanh nhạc phương Tây (500 trang, Nhà xuất bản Từ điển bách khoa, 2005)
2. Phương pháp giảng dạy thanh nhạc (gần 300 trang, Nhà xuất bản Từ điển bách khoa, 2008)[1]
3. Phương pháp thanh nhạc Hồ Mộ La[7]

### Hồi ký
1. Hồi tưởng về cha tôi Hồ Học Lãm (hồi ký, viết trong 3 năm)

## Danh hiệu
Năm 2008, Hồ Mộ La được nhà nước Việt Nam phong tặng danh hiệu nhà giáo ưu tú.
Bà còn được trao Huân chương Chiến công hạng Nhất, Nhì, Ba; Huy chương Kháng chiến chống Pháp hạng Nhì; Huân chương Kháng chiến chống Mỹ hạng Nhất.

## Giải thưởng
- Giải Nhì về lý luận của Hội Nhạc sĩ Việt Nam năm 2008 cho cuốn sách "Phương pháp giảng dạy thanh nhạc".

## Quan điểm
| “                                                                         | Tôi dạy học được bốn mươi hai năm rưỡi rồi, cũng có một số học sinh được giải trong nước và ngoài nước nhưng mà kiểm điểm lại trong cuộc đời, những học sinh xuất sắc của tôi, tuy là khá xuất sắc so với trong nước mình, nhưng mà gọi là đạt được cái đích mà người thày hằng ao ước thì vẫn không có được một học sinh nào. Ví dụ như Rơ Chăm Pheng chẳng hạn, có một giọng hát rất đẹp nhưng mà do là người dân tộc, nhả chữ tiếng Việt không được thuận lợi cho nên khi hát biểu cảm không được thân tình; bản thân tính cách thể hiện, truyền đạt còn thiếu cái chất lửa; cái thứ ba, nước mình không phải là một nước truyền thống về thanh nhạc cổ điển, cho nên trong tiếp thu phương pháp chưa được triệt để, chưa đạt được ở mức cao hơn mà tôi hằng ao ước. Cái lý do đó có thể do khách quan cũng có thể do chủ quan. | ” |
| — Suy nghĩ của nhà giáo Hồ Mộ La (năm 80 tuổi) về thành công của học trò. | |   |

| “          | Người ca sĩ khi hát không được dùng sức, tì họng, gào... Khi hát là phải mở họng, hát bằng hơi mềm mại, uyển chuyển... Một ca sĩ tài năng là phải hội tụ 3 yếu tố: có một đôi tai thính, có nhạc cảm tốt và chất giọng đẹp. Thế nhưng không phải lúc nào cũng tìm được một học trò hội đủ ba yếu tố đó, thường là được cái nọ, mất cái kia. Bởi vậy mới nói, công việc đào tạo ca sĩ giống như đãi cát tìm vàng, phải sàng lọc kiên nhẫn. Cũng có nhiều khi tôi phải ngậm ngùi khuyên học trò của mình là nên tìm một hướng đi khác đấy. Dẫu có buồn nhưng cũng vẫn phải khuyên thế... | ” |
| — Hồ Mộ La | |   |

| “          | Muốn trở thành ca sĩ tài năng, người hát không chỉ nắm vững phương pháp belcanto mà quan trọng là biết vận dụng nó như thế nào trong từng tác phẩm. Phải hiểu được tư tưởng chủ đạo của tác phẩm, biết cách thể hiện đúng tư tưởng của tác phẩm và hát với sắc thái tình cảm như thế nào. | ” |
| — Hồ Mộ La | |   |

| “          | So với thế giới đã có hơn bốn thế kỷ thanh nhạc belcanto, Việt Nam mới có gần nửa thế kỷ, là bước đi còn chập chững bên cạnh người khổng lồ... | ” |
| — Hồ Mộ La | |   |

| “          | Tôi chỉ làm hết sức mình, cố gắng cống hiến được càng nhiều càng tốt, còn được công nhận hay không thì cũng không sao... | ” |
| — Hồ Mộ La | |   |

## Đánh giá
| “                                           | Với bà, công việc dạy thanh nhạc cũng giống như "đãi cát tìm vàng”, phải lâu lắm mới có được một học trò có tài năng thực sự nổi bật như Nghệ sĩ nhân dân Rơ Chăm Pheng, Nghệ sĩ ưu tú Tố Uyên, Nghệ sĩ ưu tú Hà Thủy, nghệ sĩ Xuân Thanh hay ca sĩ Anh Thơ. Mà đó cũng là "cái duyên trời định” cho cô trò gặp nhau, và có những nghệ sĩ khi gặp được cô giáo Hồ Mộ La, cuộc đời nghệ thuật rẽ hẳn sang một ngả khác. | ” |
| — Nguyễn Phúc, báo Đại đoàn kết, 23/11/2012 | |   |

| “          | Có lẽ nhận thức được tầm quan trọng của việc giảng dạy thanh nhạc chính quy cho ca sĩ, Hồ Mộ La đã không tham gia biểu diễn từ lâu, mà chuyên tâm cho việc giảng dạy, truyền bá kiến thức thanh nhạc. Học sinh của bà đã trở thành những ca sĩ nổi tiếng như Rơ Chăm Pheng, Hoàng Hoa, Xuân Thanh, Hà Thủy, Thu Lan, Tố Uyên… và đặc biệt là Anh Thơ, một giọng hát đang chinh phục khán giả đương thời… Nhờ được bà thụ giáo kỹ càng, nghệ sĩ ưu tú Hà Thủy đã mạnh dạn mang phương pháp thanh nhạc thính phòng áp dụng cho hát nhạc nhẹ trong giảng dạy. Kết quả là đã đào tạo ra những ca sĩ nhạc nhẹ như Hồ Quỳnh Hương, Phương Anh, Ngọc Anh, Mai Trang… và đoạt giải trong cuộc thi Sao Mai 2009 khu vực phía Bắc như Nguyễn Minh Chuyên, Hoàng Lệ Quyên. | ” |
| — Thu Hồng | |   |

## Gia đình
Bà có cha là Hồ Học Lãm (1884 – 1943), từng theo Phan Bội Châu sang Nhật Bản trong phong trào Đông Kinh nghĩa thục từ năm 1906. Sau đó là sĩ quan cao cấp trong quân đội Quốc dân Đảng, tham gia cuộc cách mạng Tân Hợi – 1911 do Tôn Trung Sơn lãnh đạo. Hồ Học Lãm vừa hoạt động tình báo cho Đảng Cộng sản Trung Quốc trong màu áo Quốc dân Đảng, vừa ủng hộ cách mạng Việt Nam trong những năm 1920. Chị gái bà là Hồ Diệc Lan (1920 – 1947), người cũng có nhiều đóng góp cho cách mạng Việt Nam. Chồng bà là họa sĩ Đặng Đức Sinh (1927 – 1997), hai người sinh được hai người con.